# Slaget om Tammerfors
Slaget om Tammerfors var det afgørende slag i den finske borgerkrig, selve hovedslaget foregik i dagene 3. – 5. april 1918. Slaget er betragtet som vendepunktet i borgerkrigen og sikrede, at De Hvide gik sejrende ud af denne. Men byen Tammerfors blev lagt i ruiner af de intense bykampe.
Carl Gustaf Mannerheim indledte hovedangrebet mod Tammerfors 3. april 1918. Byen forsvaredes af De Rødes styrker ledet af Hugo Salmela. Dette slag blev det første i Norden, som blev udkæmpet i en industriby.
Efter tre dage var slaget ovre, og De Hvide havde sejret over De Rødes forsvarere. Slaget havde imidlertid krævet 2.000 døde og omkring 2.000 sårede på den røde side, mens De Hvides tab var på 700 døde og yderligere 2.000 sårede. Omkring 11.000 røde soldater blev taget som krigsfanger.
61°30′N 23°45′Ø / 61.5°N 23.75°Ø